# Hamid Dizdar
Hamid Dizdar (22. února 1907 Stolac, Bosna a Hercegovina – 17. července 1967 Sarajevo, Socialistická federativní republika Jugoslávie) byl bosenskohercegovský spisovatel, novinář a překladatel bosňáckého původu.

## Životopis
Dizdar se narodil do majetné hercegovské muslimské rodiny, která měla nemalé pozemkové vlastnictví. Materiální zázemí rodiny se výrazně zhoršilo po pozemkové reformě, v Bosně a Hercegovině prováděné mezi lety 1919 a 1921, a nakonec i předčasné smrti otce Muharema roku 1923, který se nikdy zcela nevzpamatoval z válečných útrap na východním frontě. Muharem se oženil s Nezirou Babović (1881–1945), původem z Trebinje, která přivedla na svět tři děti, syny Hamida (1907–1967) a Mehmedaliju (1917–1971) a dceru Refiku (1921–1945).
Základní školu navštěvoval v Stolci, gymnázium pak v Mostaru (dva ročníky) a Tuzle (jeden ročník), ale kvůli otcově smrti nedostudoval a začal pracovat. Od roku 1923 působil jako úředník v Tabákovém ředitelství (Duhanska direkcija), pak v Obecním zastupitelství Stolce a nakonec v právnické kanceláři dr. Milkoviće. V tu dobu redigoval humoristický časopis Araba (Stolac 1927–1928), poté se přestěhoval do Sarajeva. Od roku 1928 spolupracoval s bělehradskými novinami Politika a provládním listem Jugoslavenska pošta (Jugoslávská pošta, 1929). Roku 1931 se stal redaktorem muslimského listu Slobodna riječ (Svobodné slovo, do 1932), nato periodik Pravda (Spravedlnost, 1935–1938), tiskového orgánu Jugoslávské muslimské organizace, a Gajret (1937–1941).
Během druhé světové války pracoval jako suflér v Chorvatské státním divadle v Sarajevu, dnešním Národním divadle v Sarajevu, které tehdy vedl Ahmed Muradbegović, zároveň ale udržoval kontakty s jugoslávskými partyzány. V rámci odplaty chorvatský ustašovský režim zatkl jeho maminku a sestru a ty pak zavraždil v koncentračním táboře Jasenovac. Nakonec se byl sám zatčen, ale po intervenci turecké humanitární organizace Merhamet byl osvobozen.
Po válce byl pověřencem pro obchod a průmysl Národního výboru městské části Stari grad v Sarajevu, pak redaktorem úředního věstníku Bosny a Hercegoviny (1946–1948), redaktorem nakladatelství Svjetlost (Světlo, 1949–1950), úředníkem Muzea města Sarajeva (1950) a ředitelem Archivu města Sarajeva (1950–1967). Vedle toho působil v redakcím listů Odjek (Ohlas, 1947–1948), Vidik (Rozhled, 1949–1950) a Život (1957–1958). V době politické roztržky Stalina a Tita jistý čas strávil v internačním táboře na ostrově Goli otok, ale o této epizodě v jeho životě nejsou bližší zprávy. Z kusých zpráv je patrné, že byl zatčen 4. května 1949 a propuštěn 1. října 1949.
Hamid byl po celý život vášnivým sběratelem humanitně zaměřených knih. Roku 1968 rodina po autorově skonu prodala bohatou sbírku knih a tiskovin knihovně ve městě Tešanj, která ji dnes uchovává jako Fond Hamida Dizdara. Součástí Fondu je 17 237 knih a 898 výtisků novin a časopisů z 19. a 20. století.
Hamid si vzal za ženu Adilu, profesí učitelku, s níž zplodil tři děti, dceru Azru a syny Murise a Malika. Jeho mladším bratrem byl významný básník Mak Dizdar.

## Dílo
- Arabeske (Arabesky, Mostar 1929), básnická sbírka
- Kasaba šapće (Městečko šeptá, Sarajevo 1933), povídka
- Zapisi u kamenu (Zápisy v kameni, Sarajevo 1936), básnická sbírka
- 3x8 (Sarajevo 1954), básnická sbírka
- Obasjane staze (Zářné cesty, Sarajevo 1958), básnická sbírka
- Niko se ne vraća (Nikdo se nevrací, Sarajevo 1964), básnická sbírka
- Proljeće u Hercegovini (Hercegovské jaro, Sarajevo 1965), básnická sbírka
- Izabrana djela I–IV (Vybrané spisy, ed. Fahrudin Rizvanbegović, Tešanj 1998), vybrané spisy
- Pjesme i pripovijetke (Básně a povídky, ed. Fahrudin Rizvanbegović, součást edice Bošnjačka književnost u 100 knjiga, Sarajevo 2003), sebrané spisy

Publicistické a odborné práce
- Sevdalinke: izbor iz bosansko-hercegovačke narodne lirike (Sevdalinky, ed. Hamid Dizdar, Sarajevo 1944), výbor muslimských milostných písní
- Muslimani i kršćani pod turskom vlašću u Bosni i Hercegovini (Muslimové a křesťané pod tureckou vládou v Bosně a Hercegovině, Sarajevo 1944), rozprava
- Puškin, Aleksandr Sergeevič. Krdžalija (ed. Hamid Dizdar, Sarajevo 1949), edice knihy
- Držić, Marin. Novela od Stanca (ed. Hamid Dizdar, Sarajevo 1949), edice knihy
- Matavulj, Simo. S mora i planine (ed. Hamid Dizdar, Sarajevo 1952), edice knihy
- Crnačke priče (Černošské historky, ed. Hamid Dizdar, Sarajevo 1952), výbor
- Narodne pripovijetke iz Bosne i Hercegovine (Lidová vyprávění z Bosny a Hercegoviny, ed. Hamid Dizdar, Sarajevo 1952), výbor
- Ljubavne narodne pjesme iz Bosne i Hercegovine (Milostné lidové písně z Bosny a Hercegoviny, ed. Hamid Dizdar, Sarajevo 1953), výbor
- Šaljive narodne pjesme (Žertové lidové písně, ed. Hamid Dizdar, Sarajevo 1953), výbor
- Narodne pripovijetke iz Bosne i Hercegovine. 1, Bajke (Lidová vyprávění z Bosny a Hercegoviny. 1. sv., Pohádky, ed. Hamid Dizdar, Sarajevo 1955), výbor
- Bibliografija knjiga i periodičnih izdanja štampanih u Hercegovini 1873–1941 (Bibliografie knih a periodik vytištěných v Hercegovině v letech 1873–1941, ed. Lina Štitić a Hamid Dizdar, Mostar 1958)
- Odabrani arhivistički i historijski radovi (Vybrané archivní a historické stati, ed. Almira Alibašić, Ismeta Džigal-Berkovac, Sarajevo 2008), vybrané spisy

Překlady ze slovinštiny
- Šega, Milan. Priče o životinjama. Sarajevo 1952.
- Slovenačke narodne pripovijetke. Sarajevo 1954.
- Seliškar, Tone. Djed Som. Sarajevo 1955, 1960, 1963, 1965, 1967.
- Logie, Alfred E. Indijanske priče. (slovinský překlad z angl. originálu Canadian wonder tales) Sarajevo 1957.
- Devojče i udav: bajke iz prašuma stražnje Indije. Sarajevo 1957.
- Rudi ili Mali čovjek u velikom svijetu. Sarajevo 1960.